# Otto Klenert
Otto Klenert (* 14. Februar 1915 in Karlsruhe; † 7. Januar 1993 in Bad Friedrichshall) war ein deutscher Bürgermeister und Politiker (CDU).

## Leben
Klenert war der Sohn des Postmeisters Hermann Klenert. Nach dem Abitur war er 1933 bis 1938 als Verwaltungspraktikant und Beamtenanwärter bei der Karlsruher Stadtverwaltung tätig. Am 28. Oktober 1938 beantragte er die Aufnahme in die NSDAP und wurde zum 1. November desselben Jahres aufgenommen (Mitgliedsnummer 7.034.347). Nachdem er sich für den Konsulatsdienst beworben und die geforderte Sprachprüfung in Englisch und Französisch abgelegt hatte, wurde er im November 1938 als Konsulatspraktikant ans Auswärtige Amt in Berlin berufen. Im Februar 1939 kam er als Konsulatssekretär an die Deutsche Gesandtschaft nach Stockholm. Von Juli 1940 bis Mai 1945 leistete er Kriegsdienst beim Infanterie-Regiment 379 der 169. Infanterie-Division, das in der finnisch-russischen Grenzregion bei Kandalakscha eingesetzt war. Sein letzter Dienstgrad war Hauptmann der Reserve. Er geriet in britische Kriegsgefangenschaft, aus der er im August 1945 entlassen wurde.
Von November 1945 bis Herbst 1946 studierte er zwei Semester Rechtswissenschaften an der Universität Heidelberg, ging dann aber als Sachbearbeiter zum Wirtschaftsministerium Württemberg-Baden in Stuttgart, wo er vom Januar 1947 bis April 1948 arbeitete.
Im Frühjahr 1948 kandidierte er als Bürgermeister Bad Friedrichshalls. Im zweiten Wahlgang am 21. März 1948 erhielt er die meisten Stimmen, und am 16. April 1948 trat er das Amt an, das er, mit Wiederwahlen 1954 und 1966, fast genau 30 Jahre bis zum 14. April 1978 innehatte. Eine seiner ersten größeren Aufgaben war die Befriedung der Bürgerschaft nach dem Ausgang einer Bürgerabstimmung, die am 4. September 1949 in allen drei damaligen Stadtteilen (Jagstfeld, Kochendorf und Hagenbach) deutliche Mehrheiten über 75 % für eine Zerschlagung der erst 1933 und 1935 geschaffenen Gemeinde Bad Friedrichshall ergab. Der württemberg-badische Landtag folgte diesem Votum in einer Entscheidung vom 17. November 1949 zur Empörung vieler Bürger nicht.
Klenert suchte daraufhin nach einem „neuen Anfang“. Er konnte den Gemeinderat davon überzeugen, bei der Landesregierung die Verleihung der Bezeichnung Stadt für Bad Friedrichshall zu beantragen. Nicht alle Gemeinderatsmitglieder nahmen diesen Antrag ernst, er hatte aber Erfolg, und Bad Friedrichshall wurde am 12. Juni 1951 durch Beschluss der Landesregierung zur Stadt erhoben, was entsprechende Feierlichkeiten in der neuen Stadt nach sich zog. Nachdem so ein neues Gemeinschaftsbewusstsein geschaffen war, konnten Gemeinderat und Bürgermeister in den nächsten Jahrzehnten an die Beseitigung von Notständen und an die Zusammenführung der Stadtteile gehen. Wohnungs- und Schulraumnot mussten behoben, die Infrastruktur wie Straßen, Wasserleitungen, Kanalisation und Kläranlagen verbessert und Flurbereinigungen angestoßen werden. Auch der Grundstein für die neue Stadtmitte Bad Friedrichshalls zwischen Jagstfeld und Kochendorf wurde mit der Einweihung der neuen Realschule am 7. Mai 1965 und des neuen Rathauses am 14. Oktober 1967 in der Amtszeit Klenerts gelegt. In den 1970er-Jahren begleitete Klenert die Gebietsreform in Baden-Württemberg, die 1975 zur Eingemeindung der Gemeinden Duttenberg und Untergriesheim in die Stadt Bad Friedrichshall führte.
Klenert war schon bald nach ihrer Gründung der CDU beigetreten. Von 1959 bis 1984 war er Mitglied des Kreistags des Landkreises Heilbronn und dort lange CDU-Fraktionsführer. Er setzte sich nachdrücklich für den Bau des Kreiskrankenhauses Plattenwald auf Bad Friedrichshaller Gemarkung ein, das 1977 eröffnet wurde. Von 1964 bis zum 30. September 1973 vertrat Klenert den Wahlkreis Heilbronn-Land I im Landtag von Baden-Württemberg. Dann legte er das Mandat nieder, und Hermann Mühlbeyer rückte für ihn in den Landtag nach.
Um seine Nachfolge als Bürgermeister traten 1978 ein CDU-naher Kandidat und ein SPD-Mitglied an. Nachdem das SPD-Mitglied Peter Knoche schon im ersten Wahlgang am 15. Januar 1978 die Wahl deutlich gewonnen hatte, beschuldigte der damalige CDU-Stadtverbandsvorsitzende von Bad Friedrichshall Klenert öffentlich, für die CDU-Niederlage wesentlich verantwortlich zu sein, da er geeignetere Kandidaten verhindert habe. Klenert trat daraufhin aus dem CDU-Stadtverband (nicht aus der Partei) aus und stellte fest, dass jeder die Entscheidung der Bürger für Knoche zu respektieren habe.

## Familie
Otto Klenert heiratete 1945. Aus der Ehe gingen zwei Töchter hervor.

## Auszeichnungen
Die Stadt Bad Friedrichshall verlieh Otto Klenert 1968 die Goldene Ehrenmedaille und 1973 den Goldenen Ehrenring. Nach Ende seiner Amtszeit wurde er am 14. April 1978 durch einstimmigen Beschluss des Gemeinderats zum ersten Ehrenbürger  der Stadt ernannt. Im selben Jahr erhielt er das Bundesverdienstkreuz 1. Klasse, 1985 zudem die Verdienstmedaille des Landes Baden-Württemberg. Am 2. März 1993 wurde ihm zu Ehren die Realschule Bad Friedrichshall in Otto-Klenert-Realschule Bad Friedrichshall und am 30. Mai 2017 der Schulverbund Bad Friedrichshall in Otto-Klenert-Schule Bad Friedrichshall Realschule & Werkrealschule umbenannt.